# Arsaciden

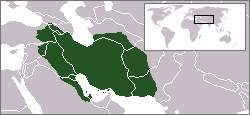
Parthische Rijk

De Arsaciden waren het koningshuis van het Parthische Rijk, tussen 253 v.Chr. en 224 n.Chr, toen ze omvergeworpen werden door de Sassaniden. De Arsaciden stamden van de Scythische Parni en regeerden in Parthia.
De volgende leden maakte deel uit van deze dynastie:
- Arsaces I (246 – 211 v.Chr.)
- Arsaces II (211 – 191 v.Chr.)
- Priapatius (191 – 176 v.Chr.)
- Phraates I (176 – 171 v.Chr.)
- Mithridates I de Grote (171 – 138 v.Chr.)
- Phraates II (138 – 129 v.Chr.)
- Artabanus I (127 – 124 v.Chr.)
- Mithridates II de Grote (124 – 88 v.Chr.)
- Gotarzes I (tegenkoning tegen Mithridates II)
- Orodes I rond 80 v.Chr., in deze zelfde periode nog minstens 2 verder onbekende koningen
- Sanatruces 77 v.Chr. – ca. 70 v.Chr.
- Phraates III (70 – 57 v.Chr.)
- Mithridates III (57 – 56 v.Chr.)
- Orodes II (57 – 38 v.Chr.)
- Phraates IV (38 – 2 v.Chr.)
  - Tiridates II tegenkoning van 30 – 25 v.Chr., niet afkomstig uit de dynastie van de Arsaciden
- Phraataces (2 v.Chr. – 4 n.Chr.)
- Orodes III (4 – 7)
- Vonones I (7 – 12)
- Artabanus II (10 – 38)
- Vardanes I (38 – 47)
- Gotarzes II (38 – 51)
  - Meherdates (49)
  - Sanabares (ca. 50 – 65)
- Vonones II (51)
- Vologases I (51 – 78)
  - Vardanes II (55 – 58)
  - Vologases II (77 – 80)
- Pacorus II (78 – 105)
  - Artabanus III (80 – 90)
- Vologases III (105 – 147)
- Osroes I (109 – 129)
- Mithridates IV (129 – 147)
- Vologases IV (148 – 192)
  - Osroes II (ca. 190)
- Vologases V (191)
- Vologases VI (207 – 228)
- Artabanus IV (213 – 224)